# Юнал Тасим
Юнал Тасим Тасим е български инженер, икономист и политик от ДПС. Народен представител от парламентарната група на ДПС в XXXIX, XL и XLI народно събрание. През 2015 г. XLIII народно събрание го избира за член на Фискалния съвет.

## Биография
Юнал Тасим е роден на 22 май 1962 година в град Момчилград. Завършва „Технология на влакната и кожите“ в ХТИ и „Бизнеспланиране“.
През 1990 година създава организацията на СДС в Крумовград, през 1992 година напуска партията. От 1994 година е член на ДПС. От 2 август 2013 до 6 август 2014 г. е заместник-министър на икономиката и енергетиката в правителството на Пламен Орешарски.